# Macchine d'assedio a torsione

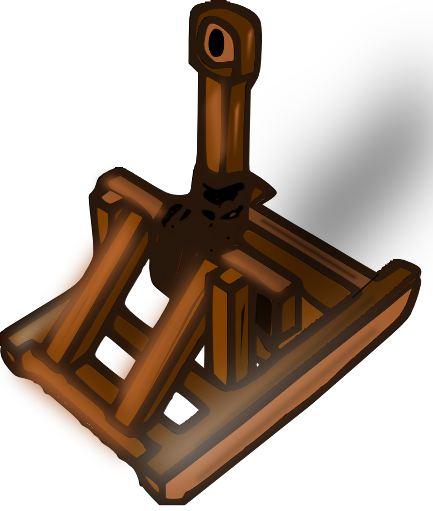
Tipica macchina d'assedio a torsione

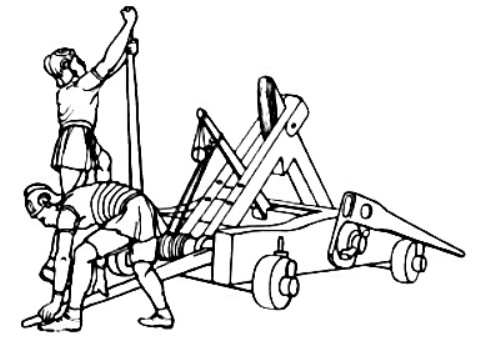
Schizzo di un onagro, un tipo di macchina d'assedio a torsione

Una macchina d'assedio a torsione è un tipo di catapulta che utilizza la potenza della torsione per lanciare un proiettile.

## Descrizione
Alcuni esempi di macchina a torsione sono l'onagro e la balista. La prima macchina d'assedio a torsione fu inventata dagli antichi Greci. In seguito queste armi furono sostituite dal trabucco medievale, per poi lasciare spazio ai cannoni nel XIV secolo.
| Controllo di autorità | GND (DE) 7740343-5 |